# Handball-Bundesliga 1985/86
Die Handball-Bundesliga 1985/86 war die neunte der eingleisigen Spielzeiten und die insgesamt 20. Spielzeit der höchsten deutschen Spielklasse im Handball der Männer in der Geschichte der Handball-Bundesliga. Die Saison begann am 13. September 1985 und endete mit dem letzten Spieltag am 7. Juni 1986.

## Saisonverlauf
14 Mannschaften spielten um die Deutsche Meisterschaft. Der Tabellenerste am letzten Spieltag war Deutscher Meister 1986. Aufsteiger zur neuen Saison waren der OSC Thier Dortmund, der Turnsportverein Frisch Auf Göppingen und der VfL Günzburg. Außerdem fand die Ausspielung des DHB-Pokals zum zwölften Mal statt.
Erstmals seit Einführung der eingleisigen Bundesliga erspielten sich weder der TV Großwallstadt noch der VfL Gummersbach die Handballmeisterschaft. Deutscher Meister 1986 wurde zum ersten Mal in der Vereinsgeschichte die Mannschaft vom TUSEM Essen.
Aus der Handball-Bundesliga in die 2. Bundesliga absteigen mussten der VfL Günzburg, der TSV GWD Minden und die Reinickendorfer Füchse.
In 182 Spielen fielen mit insgesamt 7.754 Toren (ø 42,6 pro Spiel) 2,5 Tore mehr als in der Saison 1984/85. Dabei gab es 109 Heimsiege, 22 Unentschieden und 51 Auswärtssiege. Den höchsten Heimsieg verzeichnete der TBV Lemgo am 26. Spieltag mit 33:16 gegen die Reinickendorfer Füchse. Den höchsten Auswärtssieg erspielte am 22. Spieltag die Mannschaft des TUSEM Essen mit 16:29 bei den Reinickendorfer Füchsen. Das torreichste Spiel fand am 24. Spieltag zwischen den Reinickendorfer Füchsen und dem MTSV Schwabing statt und endete 27:38. Das waren 22 Tore mehr als der Gesamtdurchschnitt. Zwei Vereine standen im Verlauf der Saison an der Tabellenspitze: TUSEM Essen (10×) und TV Großwallstadt (16×). Jerzy Klempel von Frisch Auf Göppingen wurde Torschützenkönig mit 233 erzielten Toren, davon 59 Tore vom Siebenmeterpunkt.
Den zum zwölften Mal ausgespielten DHB-Pokal sicherte sich die Mannschaft des MTSV Schwabing.

## Statistiken

### Abschlusstabelle
| Pl. | Verein                   | Sp. | S  | U | N  | Tore      | Diff. | Punkte  |
| --- | ------------------------ | --- | -- | - | -- | --------- | ----- | ------- |
| 1.  | TUSEM Essen              | 26  | 19 | 4 | 3  | 0543:4200 | +123  | 042:100 |
| 2.  | MTSV Schwabing           | 26  | 19 | 1 | 6  | 0637:5560 | +81   | 039:130 |
| 3.  | VfL Gummersbach (M,P)    | 26  | 17 | 3 | 6  | 0590:5120 | +78   | 037:150 |
| 4.  | TV Großwallstadt         | 26  | 17 | 3 | 6  | 0592:5300 | +62   | 037:150 |
| 5.  | THW Kiel                 | 26  | 14 | 4 | 8  | 0579:5460 | +33   | 032:200 |
| 6.  | HSG TuRU Düsseldorf      | 26  | 11 | 7 | 8  | 0554:5230 | +31   | 029:230 |
| 7.  | OSC Thier Dortmund (A)   | 26  | 10 | 5 | 11 | 0493:4960 | −3    | 025:270 |
| 8.  | SG Weiche-Handewitt      | 26  | 10 | 3 | 13 | 0562:5940 | −32   | 023:290 |
| 9.  | Frisch Auf Göppingen (A) | 26  | 9  | 3 | 14 | 0615:6560 | −41   | 021:310 |
| 10. | TBV Lemgo                | 26  | 8  | 4 | 14 | 0511:5250 | −14   | 020:320 |
| 11. | TuS Hofweier             | 26  | 9  | 2 | 15 | 0549:5790 | −30   | 020:320 |
| 12. | VfL Günzburg (A)         | 26  | 8  | 3 | 15 | 0513:5550 | −42   | 019:330 |
| 13. | TSV GWD Minden           | 26  | 7  | 0 | 19 | 0515:6080 | −93   | 014:380 |
| 14. | Reinickendorfer Füchse   | 26  | 2  | 2 | 22 | 0501:6540 | −153  | 06:460  |

Platzierungskriterien: 1. Punkte – 2. Tordifferenz – 3. geschossene Tore

| Legende |                                                                           |
|         | Deutscher Meister und Teilnehmer am Europapokal der Landesmeister 1986/87 |
|         | DHB-Pokalsieger und Teilnehmer am Europapokal der Pokalsieger 1986/87     |
|         | Teilnehmer am IHF-Pokal 1986/87                                           |
|         | Absteiger in die 2. Bundesliga 1986/87                                    |
| (M)     | Deutscher Meister der letzten Saison                                      |
| (P)     | DHB-Pokalsieger der letzten Saison                                        |
| (A)     | Aufsteiger aus der 2. Bundesliga 1984/85                                  |

### Kreuztabelle
Die Kreuztabelle stellt die Ergebnisse der Spiele dieser Saison dar.
Die Heimmannschaft ist in der linken Spalte, die Gastmannschaft in der oberen Zeile aufgelistet.
| 1985/86 13. September 1985 – 7. Juni 1986 | 1985/86 13. September 1985 – 7. Juni 1986 | TUSEM Essen | MTSV Schwabing | VfL Gummersbach | TV Großwallstadt | THW Kiel | HSG TuRU Düsseldorf | OSC Thier Dortmund | SG Weiche-Handewitt | Frisch Auf Göppingen | TBV Lemgo | TuS Hofweier | VfL Günzburg | TSV GWD Minden | Reinickendorfer Füchse |
| ----------------------------------------- | ----------------------------------------- | ----------- | -------------- | --------------- | ---------------- | -------- | ------------------- | ------------------ | ------------------- | -------------------- | --------- | ------------ | ------------ | -------------- | ---------------------- |
| 01.                                       | TUSEM Essen                               |             | 23:15          | 18:17           | 16:16            | 29:14    | 17:15               | 23:15              | 24:15               | 30:20                | 20:70     | 22:90        | 22:14        | 23:10          | 22:18                  |
| 02.                                       | MTSV Schwabing                            | 13:16       |                | 19:21           | 28:23            | 25:23    | 25:23               | 26:14              | 28:27               | 33:24                | 25:22     | 25:21        | 28:22        | 29:19          | 30:19                  |
| 03.                                       | VfL Gummersbach                           | 15:18       | 25:18          |                 | 19:20            | 21:18    | 19:19               | 24:23              | 30:20               | 29:23                | 18:17     | 31:20        | 27:17        | 29:17          | 25:12                  |
| 04.                                       | TV Großwallstadt                          | 23:21       | 27:28          | 25:23           |                  | 26:22    | 19:19               | 20:21              | 30:24               | 29:26                | 29:20     | 27:10        | 26:22        | 27:13          | 28:22                  |
| 05.                                       | THW Kiel                                  | 17:17       | 19:25          | 17:17           | 21:21            |          | 16:15               | 21:16              | 27:21               | 28:26                | 21:16     | 24:22        | 26:21        | 23:14          | 30:22                  |
| 06.                                       | HSG TuRU Düsseldorf                       | 20:20       | 20:20          | 23:34           | 16:17            | 21:21    |                     | 19:15              | 32:20               | 30:23                | 22:19     | 19:19        | 27:18        | 25:22          | 22:15                  |
| 07.                                       | OSC Thier Dortmund                        | 19:20       | 21:17          | 18:18           | 20:21            | 22:24    | 10:10               |                    | 24:20               | 24:17                | 15:15     | 19:16        | 15:17        | 25:18          | 28:21                  |
| 08.                                       | SG Weiche-Handewitt                       | 19:21       | 20:22          | 26:18           | 19:18            | 24:23    | 25:20               | 11:16              |                     | 24:30                | 21:19     | 22:19        | 25:19        | 20:18          | 28:19                  |
| 09.                                       | Frisch Auf Göppingen                      | 21:18       | 27:31          | 24:21           | 25:17            | 21:32    | 21:23               | 27:21              | 24:24               |                      | 18:25     | 34:22        | 25:25        | 29:21          | 27:19                  |
| 10.                                       | TBV Lemgo                                 | 17:17       | 20:26          | 19:22           | 14:17            | 24:23    | 29:24               | 20:15              | 20:20               | 28:19                |           | 24:22        | 16:16        | 15:23          | 33:16                  |
| 11.                                       | TuS Hofweier                              | 19:15       | 23:20          | 20:21           | 23:25            | 14:20    | 16:21               | 20:20              | 32:24               | 25:20                | 21:15     |              | 19:17        | 30:19          | 25:14                  |
| 12.                                       | VfL Günzburg                              | 17:20       | 16:20          | 19:21           | 19:15            | 25:20    | 22:13               | 16:16              | 19:22               | 26:28                | 19:17     | 28:26        |              | 21:15          | 23:18                  |
| 13.                                       | TSV GWD Minden                            | 19:22       | 14:23          | 22:23           | 20:23            | 24:25    | 20:27               | 19:22              | 23:22               | 30:15                | 17:23     | 25:23        | 27:22        |                | 25:23                  |
| 14.                                       | Reinickendorfer Füchse                    | 16:29       | 27:38          | 20:22           | 19:23            | 17:24    | 21:29               | 16:19              | 19:19               | 21:21                | 19:17     | 28:33        | 21:13        | 19:21          |                        |

### Torschützenliste
|    | Spieler             | Verein                 | Tore / 7 m |
| -- | ------------------- | ---------------------- | ---------- |
| 1. | Jerzy Klempel       | Frisch Auf Göppingen   | 233 / 58   |
| 2. | Péter Kovács        | OSC Thier Dortmund     | 189 / 82   |
| 3. | Jochen Fraatz       | TUSEM Essen            | 187 / 55   |
| 4. | Jovica Elezović     | Reinickendorfer Füchse | 183 / 67   |
| 5. | Andreas Dörhöfer    | MTSV Schwabing         | 171 / 63   |
| 6. | Erik Veje Rasmussen | VfL Gummersbach        | 166 / 44   |
| 7. | Martin Schwalb      | TV Großwallstadt       | 150 / 68   |
| 8. | Stephan Schöne      | HSG TuRU Düsseldorf    | 137 / 19   |
| 9. | Manfred Freisler    | TV Großwallstadt       | 136 / 06   |
| 9. | Milomir Mijatović   | SG Weiche-Handewitt    | 136 / 43   |

### Zuschauer
In 182 Spielen kamen 366.776 Zuschauer ({\displaystyle \varnothing } 2.015 pro Spiel) in die Hallen.
| Mannschaft             | Heim   | {\displaystyle \varnothing } |
| ---------------------- | ------ | ---------------------------- |
| TUSEM Essen            | 46.191 | 3.553                        |
| MTSV Schwabing         | 13.321 | 1.025                        |
| VfL Gummersbach        | 15.938 | 1.226                        |
| TV Großwallstadt       | 22.605 | 1.739                        |
| THW Kiel               | 85.865 | 6.605                        |
| HSG TuRU Düsseldorf    | 12.701 | 0.977                        |
| OSC Thier Dortmund     | 34.032 | 2.618                        |
| SG Weiche-Handewitt    | 24.722 | 1.902                        |
| Frisch Auf Göppingen   | 29.723 | 2.286                        |
| TBV Lemgo              | 25.225 | 1.940                        |
| TuS Hofweier           | 19.026 | 1.464                        |
| VfL Günzburg           | 15.865 | 1.220                        |
| TSV GWD Minden         | 14.182 | 1.091                        |
| Reinickendorfer Füchse | 07.380 | 0.568                        |

## Die Meistermannschaft
| 1.                   | TUSEM Essen |
| -------------------- | --- |
| Logo vom TUSEM Essen | - Torhüter: Stefan Hecker (26/–), Thomas Buchloh (12/–), Bernd Herder (–/–) - Feldspieler: Jochen Fraatz (26/187), Alfreð Gíslason (24/107), Wolfgang Kubitzki (26/59), Thomas Springel (26/55), Peter Krebs (26/10), Dirk Rauin (25/30), Jörn-Uwe Lommel (23/41), Thomas Happe (22/23), Reinhard van der Heusen (21/20), Norbert Liekenbrock (8/6), Thomas Eberlein (1/–) – (Spiele/Tore) - Trainer: Petre Ivănescu |

## DHB-Pokal
Den DHB-Pokal 1986 gewann die Mannschaft vom MTSV Schwabing. Sie besiegte im Finale nach Hin- und Rückspiel am 11. und 14. Juni 1986 den VfL Gummersbach mit 32:29 und 16:18 (gesamt 48:47).